# فریدرسدورف (زاکسونی)
فریدرسدورف (به آلمانی: Friedersdorf) یک منطقهٔ مسکونی در آلمان است که در نویزالسا-اشپرمبرگ واقع شده‌است. فریدرسدورف ۱٬۴۳۳ نفر جمعیت دارد.